# رينيه ريتشارد لويس كاستل
رينيه ريتشارد لويس كاستل (بالفرنسية: René Castel)‏ هو شاعر وسياسي فرنسي، ولد في 6 أكتوبر 1758 في فرنسا، وتوفي في 15 يونيو 1832 في رانس في فرنسا. انتخب نائب فرنسي.